# Département de Sobremonte
Le département de Sobremonte est une des 26 subdivisions de la province de Córdoba, en Argentine. Son chef-lieu est la ville de San Francisco del Chañar.
Le département a une superficie de 3 307 km2. Sa population s'élevait à 4 531 habitants au recensement de 2001.

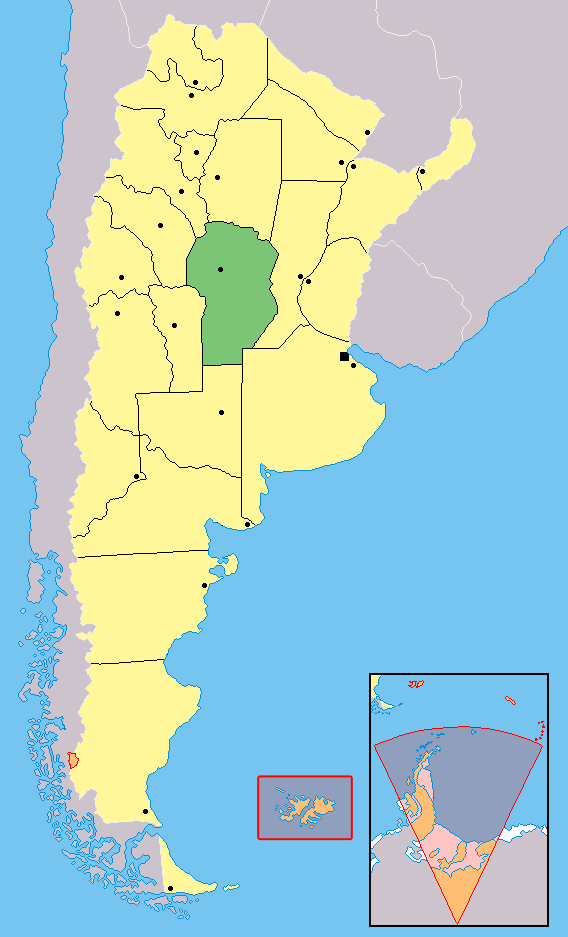
Localisation de la province de Córdoba en Argentine.